# Vânătorii Mici
Vânătorii Mici – wieś w Rumunii, w okręgu Giurgiu, w gminie Vânătorii Mici. W 2011 roku liczyła 847 mieszkańców.